# Isotropstrahler

Animiertes Diagramm von Wellen aus einer isotropen Quelle, dargestellt durch roten Punkt

Ein Isotropstrahler (englisch isotropic antenna), auch Kugelstrahler oder isotrope Antenne genannt, ist ein Modell bzw. die Idealisierung eines Punktstrahlers, der isotrop (d. h. gleichmäßig in alle Raumrichtungen) und verlustlos sendet bzw. empfängt. Er wird wegen der Einfachheit im Modell in der Antennentechnik als Referenz in Form einer „gedachten Bezugsantenne“ verwendet. Mit Ausnahme der Verlustlosigkeit und der gleichmäßigen Leistungsverteilung wird angenommen, dass alle anderen Eigenschaften des Isotropstrahlers identisch mit der realen Antenne sind, die beschrieben werden soll.
Beim Isotropstrahler wird angenommen, dass sich die gesamte Sendeleistung {\displaystyle P_{TX}} gleichmäßig auf die Fläche {\displaystyle A} einer Kugel verteile. Die Leistungsdichte {\displaystyle S_{O}} im Abstand {\displaystyle {r}} beträgt dann:
{\displaystyle S_{O}={\frac {P_{TX}}{A_{\text{Kugel}}}}={\frac {P_{TX}}{4\pi r^{2}}}}

## Als Sendeantenne
Im Gegensatz zu Quellen longitudinal polarisierter Wellen, wie etwa Schallquellen, ist eine Antenne, die kohärent und mit völlig isotroper Leistungsverteilung Transversalwellen abstrahlt, selbst theoretisch nicht realisierbar. Alle Antennen haben eine mehr oder weniger ausgeprägte Richtcharakteristik. Zur Charakterisierung der Richtwirkung einer gegebenen Antenne wird deren Antennendiagramm mit dem des fiktiven Isotropstrahlers verglichen (Isotropstrahler als Referenzantenne). Verglichen wird jedoch immer nur ein kleiner Winkelbereich in der Hauptstrahlrichtung der zu vergleichenden Antenne. Der Unterschied ist dann der Antennengewinn.
Wegen der teilweise sehr großen Zahlenwerte des Vergleichs wird dieser fast ausschließlich in einem logarithmischen Maß angegeben, dem Dezibel (dB). Der dBi-Wert gibt den Antennengewinn einer Antenne bezogen auf den Isotropstrahler als Referenzantenne an. Beispielsweise beträgt er für eine λ/2-Dipolantenne in Richtung senkrecht zur Antennenachse 2,15 dBi, für einen Hertzschen Dipol 1,8 dBi.

## Als Empfangsantenne
Rechnerisch kann ein Isotropstrahler auch als Empfangsantenne genutzt werden. Um Leistung aus einem Feld mit einer gegebenen Leistungsdichte (Leistung pro Flächeneinheit) entnehmen zu können, benötigt eine Empfangsantenne eine effektive Antennenfläche (Apertur) AW, die von der zu empfangenen Wellenlänge {\displaystyle \lambda } abhängt:
{\displaystyle A_{W}={\frac {\lambda ^{2}}{4\pi }}}
Eine punktförmige Empfangsantenne dagegen hat keine Fläche, würde daher keine Leistung entnehmen können und würde nicht funktionieren.

## Approximation
In bestimmten Messverfahren für Antennen, etwa dem Sunstrobe-Recording, kann das breite Spektrum der Sonnenstrahlung als näherungsweise Realisierung eines Punktstrahlers verwendet werden. Die Sonne strahlt nicht nur das sichtbare Licht aus, sondern sendet in allen Frequenzbereichen mit Leistungen, die für den Zeitraum der Messung recht stabil sind. Die Annäherung Punktstrahler ist trotz der riesigen Ausmaße der Sonnenoberfläche zulässig, da die Sonne sehr weit von der Messantenne entfernt ist.